# とんでるワイド 大田黒浩一のきょうも元気!
とんでるワイド 大田黒浩一のきょうも元気!（とんでるわいど おおたぐろこういちのきょうもげんき!）は、熊本放送（RKK）で平日 9:00 - 12:00（JST）に放送されているラジオ番組。通称「とんでるワイド」。1993年（平成5年）4月放送開始。
当項では、1981年以降大田黒浩一が担当していた1972年開始の午前ワイド「RKKモーニングダイヤル」（1972年 - 1985年）、1985年から1993年にかけ放送され大田黒がメインパーソナリティをつとめていた前身番組「ダイヤルワイド きょうも元気!」、及び、当番組をベースとした単発の特別番組「夜のよかばい話」、「大田黒浩一朝ワイドデビュー40年記念 元気でよかば～い!!」に関しても表記する。

## 概要
大田黒浩一が月曜から金曜にかけてパーソナリティをつとめていた、月曜から土曜日の同時間帯に放送されていた午前のワイド番組「ダイヤルワイド きょうも元気!」を月曜から金曜のみにリニューアルし、大田黒の冠番組として1993年4月開始。尚、大田黒はさらにはそれ以前に放送されていた「モーニングダイヤル」（1981年 - 1985年）にも出演しており、彼にとってRKKラジオでの3本目の午前のワイド番組となる。
原則平日には放送されているが、2004年以降毎年1月2日・3日は「東京箱根間往復大学駅伝競走」中継放送（文化放送制作）のため、放送休止となる。防災の日にあたる9月1日は、防災の日特別番組（文化放送制作）が編成されている場合、放送時間が短縮される。2018年頃からCM前後にオリジナルサウンドステッカーを使用している。
2023年4月には放送開始30周年を迎え、同時に放送時間も初期の9:00 - 12:00へと回帰。また、10年振りにRKKアナウンサー職の社員をレギュラー出演者として迎え入れた。

## 変遷

### 番組の変遷
- RKKモーニングダイヤル （1972年 -  1985年）
- ダイヤルワイド きょうも元気![3]（1985年 - 1993年）
- とんでるワイド 大田黒浩一のきょうも元気!（1993年[1][3] - ）

### 放送時間の変遷

#### ダイヤルワイド
- 月曜 - 土曜 9:00 - 12:00（1980年代後半 - 1993年）

#### とんでるワイド
- 月曜 - 金曜 9:00 - 12:00（1993年4月 - 2017年3月31日・2023年4月3日 - ）
- 月曜 - 金曜 9:00 - 12:20（2017年4月3日 - 2023年3月31日）

## 出演者
- 過去の出演者含め、太字は出演当時現職のRKKアナウンサー。

### メインパーソナリティ
- 大田黒浩一（タレント）
  - 他の仕事や趣味のマラソン大会への参加以外で長期休演したことはほぼ無いが、2018年11月に脊柱管狭窄症及び腰椎の手術を受けた際には療養の為約2週間休演したことがある。

### 曜日別アシスタント
2015年4月から、アシスタントは曜日別の5人となる。
- 月曜：加納麻衣（元・RKKラジオレポーター「ミミーキャスター」、タレント）（2013年4月1日 - ）
- 火曜：長船なお美（タレント）[注釈 2]（2015年3月31日 - ）
- 水曜：福居万里子[注釈 3]（2025年4月2日 - ）
- 木曜：水上清乃（タレント）（2014年10月2日 - ）
- 金曜：後生川凜（2025年4月4日 - ）

### その他出演者
- 井芹貴志（フリーライター）（火曜「ロアッソ情報」担当、2025年4月1日 - ）

### 過去の出演者

#### RKKモーニングダイヤル
- 斉藤誠一
- 木林淳寛
- 長曽我部桂子
- 小松一三（1979年 - 1982年[注釈 4]）（ラジオパーソナリティ）
- 高千穂正史（ラジオパーソナリティ、仏厳寺住職。故人）
- 眞鍋真弓（高千穂正史担当時のアシスタント）

等

#### ダイヤルワイド
- 樫山ひろ子（土曜日メインパーソナリティ、1989年頃）
- 香山眞理子[注釈 5]（月-水、1991年頃 - 1993年）
- 堀田智成（木-土、1989年頃）[注釈 6]
- 岡田佳子（月-水、1989年頃、香山の前任者）

等

#### とんでるワイド
- 香山眞理子[注釈 5]（1993年 - 1999年[注釈 7]）
- 橋本晴美（1993年 - 2000年）
- 江上浩子（1993年? - 2003年）[注釈 8]
- 檜室英子（1999年4月 - 2002年・ 2003年 - 2013年3月、2011年度 - 2012年6月は全曜日担当）
- 岡村久美[注釈 9]（2001年10月 - 2004年9月）
- 岡村清香（2004年4月 - 2005年3月）
- 風戸直子（2005年4月 - 2009年3月）（タレント）
- 山田法子（2009年4月 - 2009年9月）
- えみりィー（2009年10月 - 2010年？）（タレント）
- 丸井純子（2012年7月 - 2025年3月28日、金曜）（タレント、ベーコン職人）
- noa（2013年4月 - 2014年9月）（タレント）
- 樫山結（2015年4月1日 - 2023年3月29日、水曜[注釈 10]）（タレント）
- 上岡梨紗（2023年4月5日 - 2025年3月26日、水曜）
- スガッシュ（火曜「ロアッソ情報」担当、2018年 - 2023年10月[注釈 11]）
- 吉田明央（火曜「ロアッソ情報」担当、2023年11月 - 2025年3月25日）
- 福島絵美（2019年3月14日の水上の代役[注釈 12][公式Twitter 4]等、1990年代前半及び2005年以降度々代理出演）

等

##### 2018年の大田黒長期療養時の代理
- ばってん城次（タレント、2018年11月12日・13日）[公式Twitter 5][公式Twitter 6]
- 吉田明央（2018年11月14日）[公式Twitter 7]
- 田名網駿一（2018年11月15日）[公式Twitter 8]
- 黒木よしひろ（タレント、2018年11月16日）[公式Twitter 9]
- 長船なお美（2018年11月19日 - 11月27日。火曜日レギュラーアシスタント）[公式Twitter 10][公式Twitter 11]
- 村岡章子（タレント、2018年11月20日・11月27日。実質的には火曜日アシスタントの長船の代役）[公式Twitter 12][公式Twitter 13]

## コーナー

### 2025年4月現在
※熊日ニュースは、アナウンス職の者が担当（代理出演を含む）する際は9時台がスタジオ（現行では水曜・金曜が該当）、11時台は原則RKKのニューススタジオから同局の当番アナウンサーが伝える。以前はアナウンス職の者が担当する場合、全枠でスタジオから伝えていた。
9時台
- 熊日ニュース
- これからのお天気
- 大田黒商店[注釈 13]
- ラジオショッピング
- ミニ天気予報

10時台
- 熊本てくてくインフォメーション（金）
- 浩一の熊日拾い読み
- ロアッソ情報（火）
- おかあちゃんのポケット（水）
- ジャパネットたかたラジオショッピング[注釈 14]
- ミミーリポート

11時台
- 熊日ニュース
- お笑い丼[注釈 15]
  - このコーナーの名物の1つに火曜 - 木曜の「よかばい話（ばなし）」がある。「よかばい」は本来「いいよ」または「いいぞ」という意味の熊本弁であるが、当番組内では「男女（特に夫婦）間の性行為」を、放送時間帯（午前中）を考慮して婉曲に言い換えたものであり、「よかばい話」とは「リスナーの投稿による下ネタ話」である（大田黒がこの意味で「よかばい」を用いる際には「よ、か、ばぁ〜〜い」と粘っこく、ためた言い方をする）。学校の休みとなることが多い月曜日と金曜日はよかばい話を放送せず、また春休み・夏休み・冬休み、連休など、子供が家にいてラジオを聴いている可能性が高い時期や屋外での公開生放送時には上記の曜日であっても他の話題に代えられる。
  - もともとは、出勤前に『今日は、よかばい。』と言い置いていく御主人のことを紹介した、ある夫人の投稿による。これは、「（加齢により陰茎がなかなか言うことを聞かないが、）今晩は勃起しそうであるので性交が可能だ。（だからお前も準備しておけよ。期待してくれよ。）」という意味であった。この日の放送を境に艶笑話の投稿が増加し、コーナーとして定着。当初は水曜日のみの放送であったが、徐々に拡大され、のちに現在の様に火曜 - 木曜の放送となった。
  - このコーナーでは、性器の表現など放送コードの関係から独自の隠語がよく使われる。男性器は「大田黒」、睾丸を「浩一」と呼ぶ。以前は女性器のことを「まりこ」と呼んでいた。これは、番組開始当初にアシスタントだった香山眞理子から付けられたものだったが、経過とともに現在では通じなくなってしまった。一時期、水曜担当だった丸井純子から「じゅんこ」にしようとの動きがあったが、2015年4月の改編により人員の交代があり、現在は未確定のままとなっている。
  - 「よかばい話」の定着により艶笑話の投稿が増加、特に御婦人方からの際どい話題も目立つようになった。艶笑話を愛するリスナー投稿を支援する一環として「エロガッパ組合」なる組織が結成された。よかばい話を通算2通投稿するとステッカーの進呈とともに正式組合員に認定。3通でブロンズ会員。5通でシルバー会員。10通でゴールド会員。20通でプラチナ会員のバッジがもらえる。すでにゴールド会員も現れようとしている。なお熊本の夜の歓楽街では、組合員はこのバッジを胸に着けて徘徊するとのこと。組合員同士は胸のバッジを見つけると、会話がなくとも仲間意識からかお互いニヤリ!と微笑みを返すそうだ。
  - このように定番化した「よかばい話」だが、現在は従来のテイストものは火曜日のみの放送で、水曜・木曜は2018年に久島健一がプロデューサーに就任した頃を境に様相が異なっている。
  - 水曜日は2023年以降度々担当者が交代しているのもあり、演出が度々変わっている。2025年4月から担当している福居万里子は当番組起用の直前まで、永年報道畑中心に担当してきたこともあり、それにちなんだ「よかばいニュース」という企画がコアになっている。
  - 木曜日に関しては、水上清乃の担当になって以後、SM系の話題やラブホテルに関するエピソード中心に取り上げるなど、従来とは違った様相を見せており､後述の理由から「むっちりムチムチ・ムチの木曜日」と称している。水上は、少なくとも2018年2月22日放送以降[9]鞭(初代・2013年10月12日深夜（13日未明）に生放送された当コーナーのスピンオフ特番「夜のよかばい話」にて、アダルトショップからリポートした「サタピン隊」[10]が購入してきたもの)をもって生放送に臨んでおり、そのせいか（かつて他局の出演番組でも呼称されていたが）「清乃様」の呼称が定着しつつある。因みに初代の鞭は比較的柔らかいことと、音響効果を出すために毎週叩いている[注釈 16]のもあって2021年頃に経年で破損してしまい、代わりの革製の硬い鞭がリスナーから贈られており、さらに初代の鞭も手芸や裁縫を得意とする大田黒の手により「強化」され復活、それ以降初代の鞭のことをソフト、2代目の鞭をハードと呼称している。尚、鞭に関しては、少なくとも2020年以降「激励として鞭を振るう」ことが多くなったためか、「よかばい話」が放送されない時期にも使用している。
  - 2015年4月改編から2023年3月にかけて、樫山結が水曜日を担当していた時期には、樫山が他局でレギュラー出演していたテレビ番組での入浴シーンの感想が送られて来たり、豊満なバストを持つ[注釈 17]樫山のトークやその他巨乳関連の投稿をきっかけに、「おっぱい謎かけ」「おっぱい川柳」といったコーナーや乳房に関するエピソード等が大半を占める様になり、最末期には「おっぱいの水曜日」と呼ばれ、木曜共々現行の編成の嚆矢となった。ちなみに、水曜は樫山が不在の場合でも同様の話題となることが多かった。
  - また、2023年4月から2025年3月までの上岡梨紗担当期の水曜日は、交代後しばらくは従来のテイストを織り交ぜつつ放送されていたものの、6月頃から「キスの水曜日」として比較的マイルドな内容を放送しつつ、この番組では珍しいアンケート調査等、リスナーとの双方向的なやりとりも用いられた。
- ラジオショッピング
- ふれあいくまもと
- 肥後の民話（再放送[注釈 18]・ポッドキャスト連動）
- これからのお天気
- ランチリクエスト

### 過去のコーナー
9時台
- おはようO.K.ネットワーク
- ミミー情報スケッチ
- 道路交通情報

11時台
- 川中美幸 人・うた・心（QR制作、1993年9月まで）
- フィッシング情報（2022年9月まで）
- 浩一のアラカルト
- ミミーリポート（2016年まで、10時台と統合）
- ほったイモ いじったナ!（1990年代）[注釈 19]
- 11:40頃→11:30頃→11:35頃 QR制作NRNネット番組（2023年3月24日まで）
  - ビューティフル・メロディーズ〜よみがえる青春のポップス
（2023年1月4日 - 3月24日[注釈 20]）
  - 氷川きよし 限界突破RADIO
（2021年3月29日 - 2022年12月30日）
  - 氷川きよし節
（2013年4月 - 2021年3月26日）
  - 純喫茶・谷村新司
（2000年4月 - 2013年3月29日）

等
12時台（2017年4月 - 2023年3月）
- 熊日ニュース
- ラジオショッピング（一部曜日）
  - 「とんでるワイド・こらー良かショッピング」（月）

## テーマ曲およびBGM

### とんでるワイド
- オープニング及びエンディング

ネルソン・ランジェル 「Regatta de Rio」
番組開始直前の1993年2月発売のアルバム「Truest Heart」（トゥルーエスト・ハート）に収録。原曲は5分9秒だが、2分ほどでフェードアウトするように編集された音源が使用されている。
- お笑い丼

「どんぐりころころ」（童謡）（インストルメント版）
- 交通情報（過去）

T-SQUARE「BANANA」（THE SQUARE時代のアルバム「Rockoon」に収録）

### ダイヤルワイド
MALTA「SEXY GALAXY」

## 特別番組

### RKK開局60周年記念・あしたがRパーク あしたがR!ラジオもR! 32時間ほぼ生放送! 夜のよかばい話
夜のよかばい話（よるのよかばいばなし）は、2013年10月12日から翌13日にかけて放送された特別企画「RKK開局60周年記念・あしたがRパーク あしたがR!ラジオもR! 32時間ほぼ生放送!」の中で放送された番組。
通常放送されている「よかばい話」のスピンオフという位置付けで、深夜番組であることを生かし、普段の放送では話せないような下ネタを話題にしたり、土曜日午後のワイド番組「土曜だ!!江越だ!?」のリポーター「サタピン隊」隊長のイズミダタツヤと江越哲也が「夜のサタピン隊」と称して、熊本市内のアダルトショップにラジオカー「ミミー号」で出向きリポートを行った。この際、「サタピン隊」はアダルトグッズを購入しており、先述の水上清乃が2021年現在使用している鞭もこの際に購入されたものである。

### 大田黒浩一朝ワイドデビュー40年記念 元気でよかば～い!!
大田黒浩一朝ワイドデビュー40年記念 元気でよかば～い!!（おおたぐろこういちあさわいどでびゅー40ねんきねん げんきでよかば〜い）は、2021年4月に大田黒が朝ワイド番組への出演開始から40周年を迎えることから、それを記念し2021年3月14日に放送された特別番組。
司会進行は「とんでるワイド」でコンビを組み、同局テレビの「週刊山崎くん」のMCとしても共演していた江上浩子がつとめ、スタジオゲストとして「モーニングダイヤル」時代のメインパーソナリティである斉藤誠一と、「ダイヤルワイド」及び「とんでるワイド」で永らくコンビを組んだ香山眞理子が出演、その他事前収録のコメントで「ダイヤルワイド」で共演していた堀田智成、「とんでるワイド」を立ち上げた元ディレクター、番組スポンサー及びミミーキャスターOGを代表して重光悦枝（重光産業代表取締役副社長）が出演した。
番組内では、学生時代に落語研究会に所属していたという大田黒による創作落語や、大田黒によるリサイタルが行われ、番組終了後には当時の熊本放送社長・上野淳から感謝状が贈呈された。